# Discografia di Frah Quintale
La discografia di Frah Quintale, cantautore e rapper italiano, è costituita da quattro album in studio, una raccolta, due EP, trentatré singoli e ventuno video musicali (inclusi quelli come artista ospite), pubblicati dal 2016.

## Album

### Album in studio
| Anno | Titolo | Classifiche | Certificazioni     |
| Anno | Titolo | ITA         | Certificazioni     |
| ---- | --- | ----------- | ------------------ |
| 2017 | Regardez moi - Pubblicato: 24 novembre 2017 - Etichetta: Undamento - Formati: CD, download digitale, LP, streaming        | 54          | - ITA: Platino (3) |
| 2020 | Banzai (lato blu) - Pubblicato: 26 giugno 2020 - Etichetta: Undamento - Formati: CD, download digitale, LP, streaming     | 6           | - ITA: Platino     |
| 2021 | Banzai (lato arancio) - Pubblicato: 4 giugno 2021 - Etichetta: Undamento - Formati: CD, download digitale, LP, streaming  | 12          | - ITA: Oro         |
| 2023 | Lovebars (con Coez) - Pubblicato: 8 settembre 2023 - Etichetta: Undamento - Formati: CD, download digitale, LP, streaming | 1           | - ITA: Platino     |

### Raccolte
| Anno | Titolo | Classifiche | Certificazioni |
| Anno | Titolo | ITA         | Certificazioni |
| ---- | --- | ----------- | -------------- |
| 2018 | Lungolinea. - Pubblicato: 29 giugno 2018 - Etichetta: Undamento - Formati: CD, download digitale, streaming | 50          | - ITA: Platino |
| 2022 | Banzai - Pubblicato: 25 aprile 2022 - Etichetta: Undamento - Formati: CD, download digitale, streaming      | 1           |                |

## Extended play
| Anno                                                         | Titolo | Classifiche |
| Anno                                                         | Titolo | ITA         |
| ------------------------------------------------------------ | --- | ----------- |
| 2016                                                         | 2004 - Pubblicato: 21 ottobre 2016 - Etichetta: Undamento - Formati: CD, download digitale, streaming        | —           |
| 2022                                                         | Storia breve - Pubblicato: 10 giugno 2022 - Etichetta: Undamento - Formati: CD, download digitale, streaming | 54          |
| "—" indica una pubblicazione non classificata in quel paese. | |             |

## Singoli

### Come artista principale
| Anno                                                         | Titolo                                              | Classifiche | Certificazioni     | Album di provenienza  |
| Anno                                                         | Titolo                                              | ITA         | Certificazioni     | Album di provenienza  |
| ------------------------------------------------------------ | --------------------------------------------------- | ----------- | ------------------ | --------------------- |
| 2016                                                         | Colpa del vino                                      | —           | - ITA: Oro         | Lungolinea.           |
| 2016                                                         | Gravità                                             | —           | - ITA: Oro         | 2004                  |
| 2017                                                         | 8 miliardi di persone                               | —           | - ITA: Platino (2) | Regardez moi          |
| 2017                                                         | Hai visto mai                                       | —           | - ITA: Platino     | Regardez moi          |
| 2017                                                         | Sabato nel parco                                    | —           |                    | Lungolinea.           |
| 2017                                                         | Cratere                                             | —           | - ITA: Platino     | Regardez moi          |
| 2017                                                         | Nei treni la notte                                  | —           | - ITA: Platino (2) | Regardez moi          |
| 2017                                                         | Fare su                                             | —           |                    | Lungolinea.           |
| 2017                                                         | Accattone                                           | —           | Regardez moi       |                       |
| 2018                                                         | Missili (feat. Giorgio Poi)                         | 27          | - ITA: Platino (3) | Lungolinea.           |
| 2018                                                         | Stupefacente                                        | —           |                    | Lungolinea.           |
| 2019                                                         | Quest'anno                                          | —           |                    | Lungolinea.           |
| 2019                                                         | Farmacia                                            | 77          | /                  |                       |
| 2020                                                         | Contento                                            | 78          | Banzai (lato blu)  |                       |
| 2020                                                         | Buio di giorno                                      | 75          | Banzai (lato blu)  | - ITA: Oro            |
| 2020                                                         | Amarena                                             | 67          | Banzai (lato blu)  | - ITA: Platino        |
| 2020                                                         | Due ali                                             | —           | Banzai (lato blu)  | - ITA: Platino        |
| 2020                                                         | Gabbiani                                            | —           |                    | /                     |
| 2021                                                         | Venere e Marte (con Takagi & Ketra e Marco Mengoni) | 2           | - ITA: Platino (2) | /                     |
| 2021                                                         | Sì può darsi                                        | 71          | - ITA: Oro         | Banzai (lato arancio) |
| 2021                                                         | Sempre bene                                         | —           |                    | Banzai (lato arancio) |
| 2022                                                         | Nuova fissa                                         | —           | /                  |                       |
| 2023                                                         | Alta marea (con Coez)                               | 8           | - ITA: Platino (2) | Lovebars              |
| 2023                                                         | Che colpa ne ho (con Coez)                          | 52          | - ITA: Oro         | Lovebars              |
| 2024                                                         | Terra bruciata (con Coez)                           | 58          |                    | Lovebars              |
| 2024                                                         | Lovebars (con Coez)                                 | —           | - ITA: Platino     | Lovebars              |
| 2025                                                         | Lampo                                               | —           |                    | /                     |
| "—" indica una pubblicazione non classificata in quel paese. |                                                     |             |                    |                       |

### Come artista ospite
| Anno                                                         | Titolo                                                               | Classifiche | Certificazioni     | Album di provenienza  |
| Anno                                                         | Titolo                                                               | ITA         | Certificazioni     | Album di provenienza  |
| ------------------------------------------------------------ | -------------------------------------------------------------------- | ----------- | ------------------ | --------------------- |
| 2018                                                         | 2% (Gué Pequeno feat. Frah Quintale)                                 | 4           | - ITA: Platino (3) | Sinatra               |
| 2020                                                         | Tutto ok (Mecna feat. Frah Quintale)                                 | 32          |                    | Mentre nessuno guarda |
| 2021                                                         | Appartamento (Venerus feat. Frah Quintale e Mace)                    | —           | Magica musica      |                       |
| 2022                                                         | Serenata barbecue (Mr. Oizo e Phra feat. Frah Quintale)              | —           | Voilà              |                       |
| 2024                                                         | Fuoco di paglia (Mace feat. Marco Mengoni, Frah Quintale e Gemitaiz) | 29          | - ITA: Oro         | Māyā                  |
| 2025                                                         | Boccone amaro (Irbis feat. Frah Quintale)                            | —           |                    | I4*                   |
| "—" indica una pubblicazione non classificata in quel paese. |                                                                      |             |                    |                       |

## Altri brani entrati in classifica e/o certificati
| Anno                                                         | Titolo                            | Classifiche | Certificazioni     | Album di provenienza  |
| Anno                                                         | Titolo                            | ITA         | Certificazioni     | Album di provenienza  |
| ------------------------------------------------------------ | --------------------------------- | ----------- | ------------------ | --------------------- |
| 2018                                                         | Si, ah                            | —           | - ITA: Platino     | Regardez moi          |
| 2018                                                         | Gli occhi                         | —           | - ITA: Platino (2) | Regardez moi          |
| 2018                                                         | 64 Bars                           | —           | - ITA: Oro         | Lungolinea.           |
| 2020                                                         | Le cose sbagliate                 | —           | - ITA: Oro         | Banzai (lato blu)     |
| 2021                                                         | Chicchi di riso (feat. Franco126) | 93          | - ITA: Oro         | Banzai (lato arancio) |
| 2023                                                         | Era già scritto (con Coez)        | 68          |                    | Lovebars              |
| 2023                                                         | Fari lontani (con Coez)           | 65          |                    | Lovebars              |
| 2023                                                         | Vetri fumè (con Coez)             | 80          |                    | Lovebars              |
| 2023                                                         | DM (con Coez)                     | 60          |                    | Lovebars              |
| 2023                                                         | Una luce alle 03:00 (con Coez)    | 83          |                    | Lovebars              |
| "—" indica una pubblicazione non classificata in quel paese. |                                   |             |                    |                       |

## Collaborazioni
| Anno                                                         | Titolo                                                                           | Classifiche | Certificazioni         | Album di provenienza |
| Anno                                                         | Titolo                                                                           | ITA         | Certificazioni         | Album di provenienza |
| ------------------------------------------------------------ | -------------------------------------------------------------------------------- | ----------- | ---------------------- | -------------------- |
| 2016                                                         | Pota F**a alüra encület (Slava 030 feat. Frah Quintale)                          | —           |                        | Alti e bassi vol. 3  |
| 2017                                                         | Come Battisti (Dutch Nazari feat. Frah Quintale)                                 | —           | Amore povero           |                      |
| 2018                                                         | Chapeau (Carl Brave feat. Frah Quintale)                                         | 13          | - ITA: Platino         | Notti brave          |
| 2022                                                         | Più in alto (Dutch Nazari feat. Frah Quintale)                                   | —           |                        | Cori da sdraio       |
| 2022                                                         | Nei treni la notte (Coez feat. Frah Quintale)                                    | —           | From the Rooftop 2     |                      |
| 2022                                                         | Big Mama (Tatum Rush feat. Frah Quintale)                                        | —           | Villa Tatum            |                      |
| 2022                                                         | La Calma pt.2 (Deda feat. Frah Quintale)                                         | —           | House Party            |                      |
| 2023                                                         | Correre (Tony Boy feat. Frah Quintale)                                           | —           | - ITA: Oro             | Umile                |
| 2023                                                         | My Love Song 2 (Salmo e Noyz Narcos feat. Coez e Frah Quintale)                  | 9           | - ITA: Oro             | Cult                 |
| 2024                                                         | La guerra (Mace feat. Venerus e Frah Quintale)                                   | 79          |                        | Māyā                 |
| 2024                                                         | Non mi basta mai (Tony Boy feat. Capo Plaza e Frah Quintale)                     | 18          | Going Hard 3           |                      |
| 2025                                                         | Nei tuoi skinny (Guè feat. Frah Quintale)                                        | 24          | Tropico del Capricorno |                      |
| 2025                                                         | Occhi da gangster (Joan Thiele feat. Frah Quintale)                              | —           | Joanita                |                      |
| 2025                                                         | Perdersi&ritorno (Neffa feat. Frah Quintale)                                     | —           | Canerandagio parte 1   |                      |
| 2025                                                         | Anche se ti amo (Golden Years feat. Frah Quintale, Nayt e Prima stanza a destra) | —           | Fuori menù             |                      |
| "—" indica una pubblicazione non classificata in quel paese. |                                                                                  |             |                        |                      |

## Video musicali
| Anno | Titolo             | Regista/i                                   |
| ---- | ------------------ | ------------------------------------------- |
| 2016 | Colpa del vino     | Undamento, Cinqueesei e A. Manenti          |
| 2016 | Gravità            | Frah Quintale                               |
| 2017 | Cratere            | Federico Cangianiello                       |
| 2017 | Nei treni la notte | Frah Quintale                               |
| 2018 | Missili            | Daniel Bedusa e Danilo Bubani               |
| 2018 | 2%                 | Marc Lucas                                  |
| 2020 | Contento           | Frah Quintale                               |
| 2020 | Amarena            | Martina Pastori                             |
| 2020 | Due ali            | Marco Jeannin                               |
| 2020 | Tutto ok           | Enea Colombi                                |
| 2020 | Gabbiani           | A. Manenti                                  |
| 2021 | Venere e Marte     | YouNuts! (Antonio Usbergo e Niccolò Celaia) |
| 2021 | Sì può darsi       | A. Manenti                                  |
| 2021 | Appartamento       | Andrea Cleopatria                           |
| 2021 | Sempre bene        | Sara Olivetti e Tommaso Biagetti            |
| 2022 | Nuova fissa        | Marco Jeannin                               |
| 2023 | Alta marea         | Amedeo Zancanella                           |
| 2023 | Che colpa ne ho    | Edoardo Maffei                              |
| 2024 | Terra bruciata     | Alberto Rubino e Tommaso Biagetti           |
| 2024 | Lovebars           | Amedeo Zancanella e Tommaso Biagetti        |
| 2025 | Boccone amaro      | Davide Masciandaro                          |